# 스킨샘
인체해부학(여성)에서, 스킨샘 또는 스케네샘(Skene腺(샘); 영어: Skene's gland)은 질의 앞면, 요도의 약간 아래쪽에 위치한 샘이다. 이 샘에서 나오는 분비액은 요도나 요도구 근처로 흘러든다. 이 분비샘은 질 안쪽까지 위치한 음핵의 일부를 포함한 조직에 둘러싸여 있으며, 성적 각성 중에 충혈되어 부풀어오른다. 역할상 여성의 전립샘, U-스팟으로도 불린다. 스킨샘은 음핵(클리토리스)과 음경의 관계와 마찬가지로, 전립샘과 상동기관의 관계이며 발생학적 기원이 같다. 따라서 스킨샘은 전립샘과 동일하게 방광 아래의 위치에 있다.

## 상동 관계
스킨샘은 일반적으로 요도 해면, 방광 바로 아래의 영역에 위치한다. 남성의 전립샘과 그 위치가 같다. 스킨샘은 개체발생학적으로 남성의 전립샘과 상동 관계에 있다.
남성의 전립샘이 분비하는 PSA(전립샘 특이 항원)이 스킨샘에서도 분비되는 것으로 밝혀졌다.
다시말하면 엄밀히 전립샘 특이 항원(PSA)의 명칭은 틀린 것이다.  PSA가 여성에게서도 분비가 되며 여성의 성기에서도 존재함이 밝혀 졌기 때문이다.
심지어 남성의 PSA와 거의 동일한 농도로 별차이 없이 분비가 된다. PSA는 산성을 띠는 질속에서, 정자의 이동및 생존이 유리하도록 도와주는 약알칼리성의 점액물질이다. 남성과 동일하게 여성에게도 이것이 분비되는 기관이 존재한다는 것은, 전립샘 특이 항원이라는 명칭에서도 알 수 있듯이, 상식에 약간 반하는 경향이 있다.
허나 이것은 남성의 전립샘과 발생학적 기원이 동일하기 때문인것으로 인해 기인한다고 생각해볼 수 있다.
현재는 여성전립선이라고 부르는 추세이다.

## 성적인 반응
일부 여성들은 요도 주변, 특히 스킨샘 주변을 마사지할 때 쾌감과 오르가슴을 경험했다고 말한다. 이 때는 애무하는 이가 주의를 요해야 된다고 한다. 이는 스킨샘이 일부 성인지에서 'U-스팟'이라고 불리는 계기가 되었다.
스킨샘의 분비물질이 나오는 배출구는 위 사진처럼 여성의 질입구, 요도 부근에 존재하지만, 그 분비물질을 주요 생성하는 기관인  샘(glend)은 방광 바로 아래에 위치하고 있다.
대한민국에서는 거의 잘 연구되지 않는 분야이지만, 서구권에서도 스킨선을 G스팟과 연계하여 여성의 오르가즘의 원인으로 보고 있다. 그런데 문제는 부르는 이름만 다를 뿐 해부학적 위치, 발생학적 기원, 분비되는 물질, 성적인 반응이 남성의 전립샘과 같다는 것이다. 실제로 서구권에서는 여성전립선이라고 불린다. 요도 삽입으로도 자극이 가능하며, 이는 남성의 요도삽입보다 쾌감이 훨씬 크다. 그러나 여성의 요도는 남성보다 감염에 비교적 취약하고 짧기에 위험부담이 있다. 항문으로도 직간접적인 자극이 가능하다는 점에서 전립선과 매우 유사하다.

## 같이 보기
- 바르톨린샘
- 질 오르가슴
- 중간콩팥관
- 여성 사정